# کورنتا مارتینز
کورنتا مارتینز (فرانسوی: Corentin Martins‎؛ زادهٔ ۱۱ ژوئیهٔ ۱۹۶۹) بازیکن سابق و مربی فوتبال اهل فرانسه است.
از باشگاه‌هایی که در آن بازی کرده‌است می‌توان به باشگاه فوتبال استراسبورگ، باشگاه فوتبال دپورتیوو لاکرونیا، باشگاه فوتبال اوسر، باشگاه فوتبال بوردو، باشگاه فوتبال استاد برستوا ۲۹، و باشگاه فوتبال استراسبورگ اشاره کرد.
وی همچنین در تیم‌های ملی فوتبال فرانسه بازی کرده‌است.